# Die Praxis der Liebe
Pour plus de détails, voir Fiche technique et Distribution.
Die Praxis der Liebe est un film autrichien réalisé par Valie Export, sorti en 1985.

## Synopsis
Judith cherche l'amour en multipliant les aventures. Elle est également journaliste et enquête sur des faits de corruption.

## Fiche technique
- Titre : Die Praxis der Liebe
- Réalisation : Valie Export
- Scénario : Valie Export
- Musique : Stephen Ferguson, Gerhard Heinz et Harry Sokal
- Photographie : Jörg Schmidt-Reitwein
- Montage : Juno Sylva Englander
- Production : Christoph Holch
- Société de production : Königsmark & Wullenweber Filmproduktion, Valie Export Filmproduktion et ZDF
- Pays :  Autriche et  Allemagne de l'Ouest
- Genre : Drame
- Durée : 86 minutes
- Dates de sortie : 
  -  Autriche : janvier 1985

## Distribution
- Adelheid Arndt : Judith Wiener
- Rüdiger Vogler : Dr. Alfons Schlögel
- Hagnot Elischka : Dr. Josef Frischkoff
- Franz Kantner : Reinhard Flegel
- Traute Furthner : la mère de Flegel
- Paul Muehlhauser : Concierge in Vienna
- Liane Wagner : la madame Schlögel
- Elisabeth Vitouch : Mme. Frischkoff

## Distinctions
Le film a été présenté en sélection officielle en compétition lors de Berlinale 1985.